# Mapeado normal

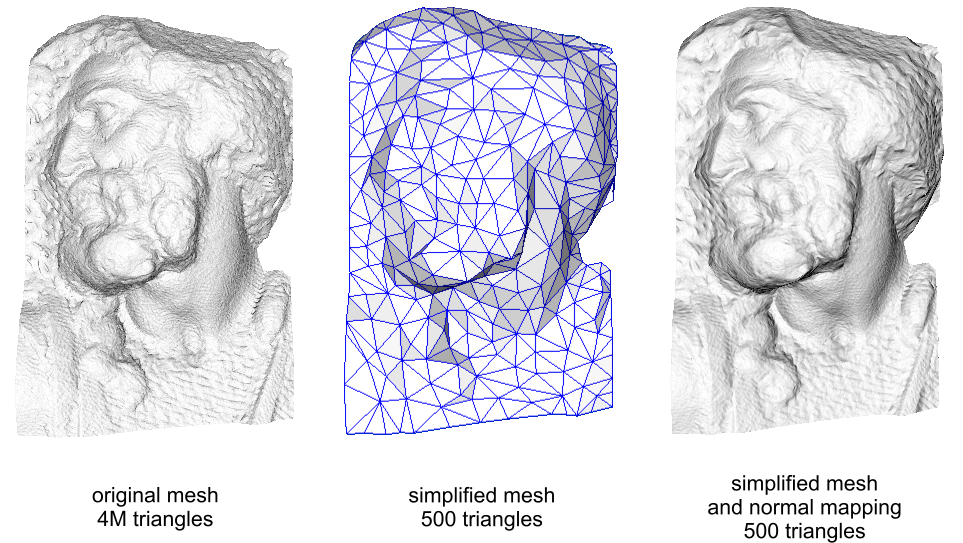
Normal mapping usado para detallar una malla poligonal.

El mapeado normal es la aplicación de una técnica 3D que permite dar una iluminación y relieve mucho más detallado a la superficie de un objeto. Es una evolución del mapeado topológico (bump mapping) y se aplica en videojuegos, principalmente en detalles pequeños como arrugas o poros, así como en películas de animación o escenas 3D para agilizar los cálculos y reducir por tanto el número de polígonos con los que en un principio contaban los objetos.
Mientras que el mapeado topológico sería un mapa de relieve en el que solo se representa la altura, el mapeado normal representa los tres ejes: X, Y, Z. Luego la información por píxel no se aplica en tonos de grises el cual representaría la altura, sino en colores RGB dando más fidelidad al original que se quiere imitar. Este efecto recrea el relieve de una malla detallada, aunque el observador al acercarse a dicho objeto perderá la sensación de relieve ya que se trata solo de un efecto visual creado por los pixel shaders.